# Хомождія
Хомождія (рум. Homojdia) — село у повіті Тіміш в Румунії. Входить до складу комуни Куртя.
Село розташоване на відстані 332 км на північний захід від Бухареста, 88 км на схід від Тімішоари, 139 км на південний захід від Клуж-Напоки.

## Населення
За даними перепису населення 2002 року у селі проживали 173 особи, усі — румуни. Усі жителі села рідною мовою назвали румунську.